# نظام الصيدليات

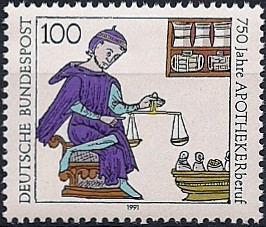
طابع بريدي ألماني من عام 1991 لإحياء ذكرى 750 عامًا من مهنة الصيدلة

نظام الصيدلة، أو أوزان ومقاييس الصيدلة، هو نظام تاريخي لوحدات الكتلة والحجم التي استخدمها الأطباء والصيادلة للوصفات الطبية وأحيانًا من قبل العلماء. ترتبط النسخة الإنجليزية من النظام ارتباطًا وثيقًا بنظام الأوزان الإنجليزي، حيث يتشابه الجنيه والحبوب تمامًا في كليهما. يقسم الجنيه إلى 12 أوقية، والأونصة إلى 8 دراهم، والدرهم إلى 3 قطع من 20 حبة لكل منهما. تم استخدام هذا الشكل الدقيق للنظام في المملكة المتحدة؛ في بعض مستعمراتها السابقة، استمرت حتى القرن العشرين. نظام القياسات الصيدلانية هو نظام مشابه لوحدات الحجم يعتمد على أوقية السوائل. لفترة طويلة، كانت الوصفات الطبية تُكتب باللغة اللاتينية، غالبًا باستخدام رموز خاصة للإشارة إلى الأوزان والمقاييس.
كان استخدام أنظمة قياس ووزن مختلفة اعتمادًا على الغرض ظاهرة عالمية تقريبًا في أوروبا بين تراجع الإمبراطورية الرومانية والقياس. كان هذا مرتبطًا بالتجارة الدولية، خاصةً مع الحاجة إلى استخدام معايير السوق المستهدفة والتعويض عن ممارسة الوزن الشائعة التي تسببت في اختلاف الوزن الفعلي والوزن الاسمي. في القرن التاسع عشر، كان لا يزال لدى معظم البلدان أو المدن الأوروبية على الأقل نظام «تجاري» أو «مدني» (مثل نظام أفوردوبوا الإنجليزي) للتجارة العامة، ونظام ثان (مثل نظام تروي) للمعادن الثمينة مثل كالذهب والفضة. كان نظام المعادن النفيسة يقسم عادةً بطريقة مختلفة عن النظام التجاري، وغالبًا ما يستخدم وحدات خاصة مثل القيراط. والأهم من ذلك، أنه غالبًا ما كان يعتمد على معايير الوزن المختلفة.
غالبًا ما يستخدم نظام الصيدلة نفس الأوقية مثل نظام المعادن الثمينة، على الرغم من أن عدد الأوقيات في الجنيه قد يكون مختلفًا حتى في ذلك الوقت. تم تقسيم الجنيه الصيدلاني إلى وحدات خاصة به، والتي ورثت (عبر أطروحات مؤثرة لأطباء يونانيين مثل ديوسكوريدس وجالين، القرنين الأول والثاني) من نظام الوزن للأغراض العامة للرومان. في حالة اختلاف أوزان الصيدلة والأوزان التجارية العادية، لم يكن من الواضح دائمًا أي من النظامين تم استخدامه في التجارة بين التجار والصيادلة، أو أي نظام يزن الصيدليات الدواء عندما يبيعونه بالفعل. في كتيبات التجار القدامى، يُشار إلى النظام السابق أحيانًا باسم النظام الصيدلاني ويتم تمييزه عن نظام الصيدلة.

## البلدان الناطقة باللغة الإنجليزية
يظهر نظام أوزان الصيدلة الإنجليزية التقليدية حيث يتطابق الجنيه والأوقية والحبوب مع الجنيه التروي والأوقية والحبوب. في المملكة المتحدة، أدى الإصلاح في عام 1826 إلى جعل الجنيه التروي هو وحدة الوزن الأساسية (وهو الدور الذي تم استبداله بعد نصف قرن من قبل الجنيه أفوردوبوا)، ولكن هذا لم يكن له تأثير على أوزان الصيدلة. ومع ذلك، فإن قانون الأدوية لعام 1858 ألغى تمامًا نظام الصيدلة لصالح نظام أفوردوبوا القياسي. تمت تغطية المجموعة المتنوعة المربكة من التعريفات والتحويلات للأرطال والأوقية في مكان آخر في جدول تعريفات الجنيه. في الولايات المتحدة، ظل نظام الصيدلة رسميًا حتى تم إلغاؤه في عام 1971 لصالح النظام المتري.
من الجنيه إلى الأسفل، كان نظام الصيدلة الإنجليزية مجموعة فرعية من نظام الوزن الروماني باستثناء أن الجنيه التروي وتقسيماته كانت أثقل قليلاً من الجنيه الروماني وتقسيماته. تم استخدام أنظمة مماثلة في جميع أنحاء أوروبا، ولكن مع تباين محلي كبير موصوف أدناه تحت المتغيرات.
استخدمت البلدان الناطقة باللغة الإنجليزية أيضًا نظامًا لوحدات قياس السوائل، أو في وحدات حجم المصطلحات الحديثة، بناءً على نظام الصيدليات. كان حجم السائل الذي كان يقارب أوقية الماء من الصيدليات يُطلق عليه أوقية سائلة، وقد تم تقسيمه إلى درامز سائل وأحيانًا أيضًا ورع سائل. كان يسمى التناظرية من الحبوب مينيم.
يختلف النظامان الإمبراطوري والأمريكي في حجم الوحدة الأساسية (الجالون أو الباينت، جالون واحد يساوي ثمانية مكاييل)، وفي عدد أوقيات السوائل لكل باينت. كانت أنظمة الصيدليات للأحجام أقل شيوعًا على المستوى الدولي من أنظمة الأوزان. قبل إدخال الوحدات الإمبراطورية في المملكة المتحدة، كانت جميع إجراءات الصيدلة تعتمد على جالون النبيذ، الذي نجا في الولايات المتحدة تحت اسم جالون سائل أو جالون رطب.
ألغي جالون النبيذ في بريطانيا عام 1826، واستبدل هذا النظام بآخر جديد يعتمد على الجالون الإمبراطوري الذي أدخل حديثًا. نظرًا لأن الجالون الإمبراطوري يزيد بنسبة 20% عن الجالون السائل، فإن الأمر نفسه ينطبق على الباينت الإمبراطوري بالنسبة إلى الباينت السائل. وهذا ما يفسر سبب وجوب تعديل عدد أوقية السوائل لكل جالون في النظام الجديد بحيث لا تغير أوقية السوائل كثيرًا من خلال الإصلاح. ومع ذلك، فإن أوقية السوائل في المملكة المتحدة الحديثة أقل بنسبة 4% من الأونصة السائلة الأمريكية، وينطبق الشيء نفسه على الوحدات الأصغر. لعدة سنوات استخدم كلا النظامين بشكل متزامن في المملكة المتحدة.
| أوزان وتحويلات الصيدليات البريطانية (إصدار قائم على أساس الإمبراطورية، حتى عام 1864) |                |             |                     |              |                     |
| الوزن (اختصار)                                                                       | الباوند (℔, ″̶) | الأونصة (℥) | الغرام (الدرهم) (ʒ) | السكروبل (℈) | الحبة (القمحة) (gr) |
|                                                                                      | 1 ℔            | 12 ℥        | 96 ʒ                | 288 ℈        | 5,760 gr.           |
|                                                                                      | 1 ℥            | 8 ʒ         | 24 ℈                | 480 gr.      |                     |
|                                                                                      |                | 1 ʒ         | 3 ℈                 | 60 gr.       |                     |
|                                                                                      |                |             | 1 ℈                 | 20 gr.       |                     |
| القياسات المترية                                                                     | 373 g          | 31.1 g      | 3.89 g              | 1.296 g      | 64.8 mg             |

| أوزان وتحويلات الصيدليات البريطانية (إصدار ما بعد الإمبراطورية، 1864-1971) |               |               |                      |
| الوزن (اختصار)                                                             | الباوند (lb.) | الأونصة (oz.) | الحبة (القمحة) (gr.) |
|                                                                            | 1 lb.         | 16 oz.        | 7,000 gr.            |
|                                                                            | 1 oz.         | 437.5 gr.     |                      |
| القياسات المترية                                                           | 455 g         | 28.3 g        | 64.8 mg              |